# Zétény (település)
Zétény (szlovákul: Zatín) község Szlovákiában, a Kassai kerület Tőketerebesi járásában.

## Fekvése
Királyhelmectől 10 km-re északnyugatra, a Felső-Bodrogköz északnyugati részén, a Latorca és a Tice között fekszik.

## Története
A régészeti leletek tanúsága szerint a község területén már az újkőkorban, a hallstatt korban és a római korban is éltek emberek.
Várát a 15. században említik először. 1545-ben a Beöthyek, 1548-ban Malomy György ésNémethy Ferenc tokaji várkapitány birtoka lett. A Ferdinánd és Szapolyai János közti trónharcok során Némethy Szapolyai oldalára állt. 1558-ban Ferdinánd vezére, Telekessy Imre kassai kapitány a várat háromnapi véres ostrom után vette be, a magát megadó őrséget levágva. 1594-ben a Rákócziaké lett. A vár a 17. században már romos volt, 1670-ben a Bocskay család birtoka. 1686-ban I. Lipót Zétényt Klobusitzky Ferencnek adományozta. A Klobusitzkyak a romos várat tornyos, nagyszabású, kétemeletes kastéllyá építették át, majd a 19. században klasszicista stílusban felújították. A második világháborúban súlyosan megsérült és maradványait a lakosság széthordta – nyoma sem maradt.
Zétényt 1233-ban említik először okiratban „Izdethen” alakban.. Már ekkor – egészen a 15. századig – a Makó család birtoka. 1391-ben „Zeten”, 1409-ben „Zetun”, 1476-ban „Zetnen” néven szerepel a korabeli forrásokban. 1470-ben az Uporiaknak, 1475-ben a leleszi konventnek is voltak itt birtokaik. 1490-ben a Zetényi Csukás család kapja hűbéri birtokként.
1557-ben Zétény 2 portáig adózott. A falu 1598-ban a Rákóczi, Zay, Melit és Telegdy családé. Itt is elterjedt a reformáció, hiszen 1628-ban már igazolhatóan volt református gyülekezet és lelkipásztor a településen. A Sennyeiek 1629-ben lépnek itt birtokba. 1720-ban 10 adózó háztartása volt. A 18. században a Klobositzkyak mellett a Sennyeyek birtoka. 1787-ben 64 házában 479 lakos élt.
A 18. század végén Vályi András így ír róla: „ZETÉNY. Elegyes falu Zemplén Várm. földes Ura Klobusiczky Uraság, a’ kinek szép kastéllya van itten, lakosai katolikusok, kevés oroszok, és reformátusok is, fekszik Szinyér, ’s Vekéhez nem meszsze; földgye két nyomásbéli, jó búzát, ’s mindenféle veteményt terem, de vizes esztendőkben károsíttatik, makk termő erdeje nagy, van jó vízi malma, és Latortzán révje, réttyei szépek, és elegendő szénát teremnek.”
1828-ban 90 háza és 698 lakosa volt. Lakói mezőgazdasággal, cukorrépa és len termesztéssel, valamint halászattal foglalkoztak. A faluban 19. században a Szirmayak a birtokosok.
Fényes Elek 1851-ben kiadott geográfiai szótárában így ír a faluról: „Zetény, Zemplén v. magyar falu, közel Vekéhez: 473 romai, 137 g. kath., 4 evang., 90 ref., 14 zsidó lak. Kath. templommal, kastélylyal, 502 hold szántófölddel, a Latorcza vizében halászattal. Ut. p. Ungvár.”
Borovszky Samu monográfiasorozatának Zemplén vármegyét tárgyaló része szerint: „Zétény, latorczamenti magyar kisközség, 121 házzal és 741, nagyobbára róm. kath. vallású lakossal. Postája Boly, távírója Királyhelmecz, vasúti állomása Perbenyik. A Zétényi Makó család ősi birtoka, mely itt már 1453-ban szerepel. 1470-ben az Uporiaknak s öt évvel később a leleszi konventnek is van benne része. Már a XV. században vára volt, 1545-ben Beőthy Mihályt s 1548-ban Malomy Györgyöt és Némethy Ferenczet iktatják a várba és tartozékaiba. 1558-ban Némethy Ferencz árulása következtében a császáriak elfoglalták s I. Ferdinánd Telekessynek adományozta. 1594-ben Rákóczy Zsigmondot és Ferenczet iktatják birtokába s az 1598-iki összeírás Rákóczy Ferenczen kívül Zay Miklóst, Melith Pált, Telegdy Józsefet és Telegdy Pál özvegyét említi birtokosaiként. 1600-ban Mindszenthy Katalinnak is van itt birtoka, melyet Rákóczy Ferencz zálogba vesz. Azután a Zayak zálogosítják el itteni részüket Rákóczy Ferencznek, ki azt fiára, Jánosra átíratja. 1629-ben ’Sennyey Sándort iktatják némely részeibe. 1686-ban Lipót császár Klobusitzky Ferencznek adományozza s akkor még a vára is említve van, de ezidőtájt már csak romjaiban állhatott fenn, melyekből Klobusitzky Ferencz a XVII. század végén nagyszabású kastélyt építtetett. A Klobusitzkyakkal együtt később a ’Sennyeyek is földesurai voltak és most gróf Szirmay Györgynek van itt nagyobb birtoka és az övé az előbb említett kastély is 1888-ban az árvíz nagy kárt okozott a községben. Zétényről vették előnevüket a Franck, a Makó és a Némethy családok. Római katholikus temploma 1877-ben épült. Ide tartozik Margit-tanya és Eszenyke-puszta. Ez utóbbi már a XV. század elején község és Ezen néven az Ezeni, vagyis az Eszenyi család névadó községe. Egész 1484-ig, a mikor azonban Ezenyke alakban már pusztaként szerepel, az Eszenyiek az urai, de ekkor a Csicseriek és ezek osztályos atyafiai lesznek a birtokosai. 1493-ban Czékei Jánost, 1550-ben Panithy Jánost, 1590-ben Golopy Gáspárt, 1592-ben Paczoth Ferenczet és Palugyay Erzsébetet iktatják részeibe. 1629-ben ’Sennyey Sándor, 1693-ban Vécsey Sándor kapnak itt részeket. 1808-ban Szirmay Antal kap rá királyi adományt. Zétény táján feküdt hajdan Kerektó falu, mely már a XV. század elején az Eszenyi család birtoka. 1444-ben Pike Balázst s 1550-ben Skaricza Mátyást iktatják némely részeibe; ettől fogva Zétény sorsában osztozik.”
Mai szlovák hivatalos nevét 1920-ban kapta, addig Zemplén vármegye Bodrogközi járásához tartozott. 1938 és 1944 között újra Magyarország része volt.

## Népessége
| Év:            | 1994. | 2004.   | 2014.   | 2024.    |
| -------------- | ----- | ------- | ------- | -------- |
| Emberek száma: | 797   | 787     | 810     | 727      |
| Eltérés:       |       | -1,25 % | +2,92 % | -10,24 % |

| Év:            | 2023. | 2024.   |
| -------------- | ----- | ------- |
| Emberek száma: | 726   | 727     |
| Eltérés:       |       | +0,13 % |

1880-ban 698 lakosából 25 szlovák és 661 magyar anyanyelvű volt.
1890-ben 735 lakosából 10 szlovák és 699 magyar anyanyelvű volt.
1900-ban 741 lakosából 740 magyar anyanyelvű volt.
1910-ben 760 lakosából 1 szlovák és 759 magyar anyanyelvű volt.
1921-ben 805 lakosából 5 csehszlovák és 768 magyar volt.
1930-ban 879 lakosából 22 csehszlovák és 823 magyar volt.
1941-ben 854 lakosából 848 magyar volt.
1991-ben 781 lakosából 69 csehszlovák és 711 magyar volt.
2001-ben 788 lakosából 633 magyar és 109 szlovák.
2011-ben 823 lakosából 670 magyar és 122 szlovák.
2021-ben 751 lakosából 547 magyar (72,8%), 174 szlovák, 9 cigány, 3 ukrán, 2 rutén, 1 cseh, 15 ismeretlen nemzetiségű.

## Nevezetességei
- Szent Istvánnak szentelt temploma legkésőbb a 14. század végén épült. Többször felújították, 1877-ben pedig klasszicista stílusban építették át. 1898-ban úgy leégett, hogy még harangjai is elolvadtak. Mai formáját 1937-ben nyerte el, de tornyán és hajóján még mindig láthatók a gótikus elemek.Zétény hivatalos honlapja. Megtekintve: 2023-06-05
- Falumúzeum, amelyet 2004. július 4-én avattak fel.[8]

## Testvértelepülés
Helvécia
 Versec
 Karcfalva

## Utcái
- Fő utca – Hlavná ulica
- Tóhát – Nad Jazerom
- Templomsor – Kostolná
- Temető – Cintorínska
- Szoroska – Soroška
- Domonya – Domoňa

## Határos települések
- Abara (északról)
- Bodrogszentmária (délnyugatról)
- Boly (keletről, közvetlen közúti kapcsolattal)
- Rad (délnyugatról, földúti kapcsolattal)
- Szinyér (délről, közvetlen közúti kapcsolattal)
- Véke (délről, földúti kapcsolattal)